# الدارقطني
الإمام الحافظ أبو الحسن علي بن عمر بن أحمد بن مهدي بن مسعود بن النعمان بن دينار بن عبد الله البغدادي الشافعي ويلقب بـ الدَّارَقُطْنِيّ لأنه وُلد بدار القطن ببغداد (306 هـ - 385 هـ) هو المقرئ، المحدث، اللغوي، الأديب صاحب المؤلفات المتقنة في علوم القرآن والحديث.

## طلبه للعلم
نشأ الدارقطني في بيت علم وفضل، فقد كان أبوه من المحدثين الثقات، وقد شاهده في صباه وهو يتردد على حلقات
العلم والسماع، ويدون مسموعاته ومروياته ويقضي سحابة نهاره تعلما ودراسة، فحُبب إليه طلب العلم والسعي في تحصيله منذ نعومة أظافره وقد ساعده على ذلك مامنحه الله من استعداد فطري وذهن حاد وتعطش شديد للمعرفة وحافظة واعية فقد كتب عن نفسه أنه كتب في أول سنة (315). وكان عمره إذ ذاك تسع سنوات.
| الدارقطني | كنا نمر إلى أبي القاسم البغوي ، والدارقطني صبي يمشي خلفنا بيده رغيف عليه كامخ، فدخلنا إلى أبي منيع ومنعناه، فقعد على الباب يبكي | الدارقطني |

وروى الخطيب البغدادي عن أبو منصور الأزهري قال:
بلغني أن الدارقطني حضر حداثته مجلس إسماعيل الصفار، فجلس ينسخ جُزءاً كان معه وإسماعيل يملي، فقال له بعض الحاضرين: لا يصح سماعك وأنت تنسخ، فقال الدارقطني: فهمي للإملاء خلاف فهمك، ثم قال: تحفظ كم أملى الشيخ من حديث إلى الآن؟ فقال: لا، فقال الدارقطني: أملى ثمانية عشر حديثا، فعدَّت فوجدت كما قال، ثم قال أبو الحسن: الحديث الأول منها عن فلان عن فلان، ومتنه كذا، والحديث الثاني عن فلان عن فلان، ومتنه كذا،
ولم يزل يذكر أسانيد الأحاديث ومتونها على الترتيب في الإملاء حتى أتى آخرها، فتعجب الناس منه.

## رحلته
كانت بغداد في عصر الدارقطني تزخر بالشيوخ من أهل العلم والرواية، وكان العلماء المشهود لهم بالمعرفة والحفظ يؤمُّونها كافة الأقطار الإسلامية، فتعقد لهم مجالس التحديث والإملاء، ولهم تخصصات متعددة تمثل
ثقافة عصرهم، وكان الدارقطني حريصا على الإفادة منهم، وسماع مروياتهم، والأخذ عنهم، والتفقه بهم، وقد أتاحت له حافظته الواعية، وشغفه البالغ ودأبه في الطلب أن يستنزف علومهم، ويستوعب مروياتهم، إلا أنه وهو شديد الرغبة في الاستزادة من العلم لم يقنع بما أخذه عن شيوخها، فشدَّ الرحال إلى عدد من البلاد الإسلامية ليلتقي فيها بالحفاظ وأهل العلم، ليسمع منهم ويكتب عنهم.
ارتحل إلى الشام ومصر، قال الأزهري: لما دخل الدارقطني مصر كان بها شيخ علوي من أهل مدينة رسول الله ﷺ يقال له: مسلم بن عبيدالله، وكان عنده كتاب النسب عن الخضر بن داود، عن الزبير بن بكَّار، وكان مسلم أحد الموصوفين بالفصاحة المطبوعين على العربية فسأل الناس الدارقطني أن يقرأ عليه كتاب النسب، ورغبوا في سماعه بقرائته، فأجابهم عن ذلك، فقال له بعد القراءة المعيطي الأديب: يا أبا الحسن، أنت أجرأ من خاصي الأسد، تقرأ مثل هذا الكتاب مع مافيه من الشعر والأدب، فلا يؤخذ عليك فيه لحنه، وأنت رجل من أصحاب الحديث، وتعجب منه.

## تنوع ثقافته
لقد كان للدارقطني من كل علم حظ وافر، ونصيب زاخر، فهو كما قال الخطيب البغدادي:
| الدارقطني | فريد عصره، وقريع دهره، ونسيج وحده، وإمام وقته، انتهى إليه علم الأثر والمعرفة بعلل الحديث، وأسماء الرجال، وأحوال الرواة، مع الصدق والأمانة، والفقه والعدالة، وقبل الشهادة، وصحة الاعتقاد، وسلامة المذهب ،والاضطلاع بعلوم سوى الحديث، منها القراءات، فإن له فيها كتابا مختصرا موجزا، جمع الأصول، في أبواب عقدها في أول الكتاب، وسمعت بعض من يعتني بعلوم القرآن يقول: لم يسبق الدارقطني إلى طريقته التي سلكها في عقد الأبواب المقدمة في أول القراءات ،وصار القراء بعده يسلكون طريقته في تصانيفهم، ويحذون حذوه. | الدارقطني |

ومنها معرفة مذاهب الفقهاء، فإن كتاب السنن الذي صنفه يدل على أنه كان ممن اعتنى بالفقه لأنه لا يقدر على جمع ماتضمن ذلك إلا من تقدمت معرفته بالاختلاف في الأحكام، وبلغني أنه درس الفقه الشافعي على
أبي سعيد الإصطخري، وقيل: بل درس الفقه على صاحب لأبي سعيد، وكتب الحديث عن أبي سعيد نفسه.
ومنها الشعر والأدب وقيل: أنه كان يحفظ دوواين جماعة من الشعراء، وسمعت حمزة بن محمد بن طاهر الدقاق يقول: كان أبو الحسن
يحفظ ديوان السيد الحميري في جملة مايحفظ من الشعر، فنسب إلى التشيع لذلك.

## شيوخه
1. الحافظ الإمام ابن حبان البستي صاحب الصحيح وكتاب الثقات وغيرها.
2. الحافظ الحجة المعمَّر، مسند العصرأبو القاسم عبد الله بن محمد بن عبد العزيز بن المرزبان البغوي.
3. القاضي الإمام المحدث الثقة، مسند الوقت، أبو عبد الله الحسين بن إسماعيل بن سعيد الضبي البغدادي.
4. الإمام الحافظ الثقة القدوة محمد بن مخلد بن حفص أبو عبد الله الدوري ثم البغدادي.
5. الإمام المقرئ النحوي، شيخ المقرئين، أبو بكر أحمد بن موسى ابن العباس بن مجاهد البغدادي.
6. الإمام الحافظ اللغوي، ذو الفنون، أبو بكر بن القاسم بن بشار بن الأنباري.

وغيرهم.

## تلاميذه
1. الإمام الحافظ، الناقد العلامة، شيخ المحدثين، أبو عبد الله بن البيِّع الضبي الطهماني النيسابوري.
2. الإمام الحافظ المتقن النسابة أبو محمد عبد الغني بن علي بن سعيد بن بشر الأزدي المصري
3. الإمام الحافظ الثقة العلامة، شيخ الإسلام، أحمد بن عبد الله بن أحمد بن إسحاق بن موسى المهراني الأصبهاني

## عقيدته
كان الدراقطني على مذهب أهل الحديث في العقيدة، وله في العقيدة مصنفات منها كتاب «الرؤية» وكتاب «الصفات»، قال عنه الذهبي: «لم يدخل الرجل أبدا في علم الكلام ولا الجدال، ولا خاض في ذلك ، بل كان سلفيًا»، وروى عن الدارقطني قوله: «ما شيء أبغض إلي من علم الكلام.»، ومن أقواله في إثبات أحاديث الصفات: «هَذِهِ الْأَحَادِيثُ صِحَاحٌ حَمَلَهَا أَصْحَابُ الْحَدِيثِ والفقهاء بعضهم على بَعْضٍ، وهِيَ عِنْدَنَا حَقٌّ لَا نَشُكُّ فِيهَا، وَلَكِنْ إِذَا قِيلَ: كَيْفَ وَضَعَ قَدَمَهُ؟ وَكَيْفَ ضَحِكَ؟ قُلْنَا: لَا يُفَسَّر هَذَا وَلَا سَمِعْنَا أَحَدًا يُفَسِّرُهُ.»

### وجهة نظرالأشاعرة
- جاء في كتاب (أهل السنة الأشاعرة شهادة علماء الأمة وأدلتهم) تحت عنوان: «أكابر محدثي الأمة وحفاظها من الأشاعرة والماتريدية» ما نصه: «الإمام الحافظ أبو الحسن الدارقطني رحمه الله تعالى إمام وقته والذي لم يرَ مثل نفسـه، وقصته مع الإمام الباقلاني تغني عن الإطالة في إثبات اتباعه لمذهب الأشعري. (انظر تبيين كذب المفتري 255، السير 17/558، أثناء ترجمة الحافظ أبي ذر الهروي، وتذكرة الحفاظ 3/1104).»[16] وقال بذلك الرأي عبدالفتاح قديش اليافعي الشافعي،[17] وعبد الله بن محمد بن الطاهر.[18][19]

## مؤلفاته
1. المُجْتَنَا من السُّنن المأثورة عن النبيّ صلى الله عليه وسلَّم، والتَّنْبيه على الصحيحِ منها والسَّقيم، واختلاف النَّاقلين لها في ألفاظها
2. علل الحديث
3. المؤتلف والمختلف
4. التتبع
5. الإلزامات
6. الأحاديث التي خولف فيها إمام دار الهجرة مالك بن أنس
7. أحاديث موطأ مالك، واتفاق الرواة عن مالك، واختلافهم فيه، وزيادتهم ونقصانهم.
8. كتاب الصفات وكتاب الرؤية[13]
9. كتاب النزول.

## وفاته
توفي الدارقطني في بغداد ودفن في مقبرة باب الدير قرب مرقد الشيخ معروف الكرخي وصلى عليهِ أبو حامد الإسفراييني.